# Rijksbeschermd gezicht Eelde / Paterswolde
Gezicht Eelde / Paterswolde is een van rijkswege beschermd dorpsgezicht in Paterswolde in de Nederlandse provincie Drenthe. De procedure voor aanwijzing werd gestart op 15 februari 1995. Het gebied werd op 3 juni 1997 definitief aangewezen. Het beschermd gezicht beslaat een oppervlakte van 267 hectare.
Panden die binnen een beschermd gezicht vallen krijgen niet automatisch de status van beschermd monument. Wel zal de gemeente het bestemmingsplan aanpassen om nieuwe ontwikkelingen in het gebied te reguleren. De gezichtsbescherming richt zich op de stedenbouwkundige en cultuurhistorische waardering van een gebied en wil het toekomstig functioneren daarvan veiligstellen.